# جورجينا كينيدي
جورجينا كينيدي (مواليد 3 أبريل 1997) هي لاعبة إسكواش محترفة إنجليزية، تحتل حالياً الترتيب التاسع على المستوى الدولي للسيدات.

## روابط خارجية
- جورجينا كينيدي على موقع الاتحاد الدولي لمحترفي الاسكواش (مؤرشف) (الإنجليزية)
- جورجينا كينيدي على موقع SquashInfo.com (الإنجليزية)